# Pouléba
Pouléba est un village du département et la commune rurale d’Oronkua, situé dans la province de l’Ioba et la région du Sud-Ouest au Burkina Faso.

## Géographie

### Situation et environnement
Pouléba se trouve à 6 km à l’ouest d’Oronkua et à environ 12 km au nord-ouest de Dano, le chef-lieu provincial.

### Démographie
- En 2006, le village comptait 2 073 habitants recensés[1].

## Transports
Le village est à 5 km à l'ouest de route nationale 12 reliant Pâ au nord, Oronkua à l'est, et Dano au sud-est (puis Diébougou au sud et Gaoua jusqu'à Bodana à la frontière togolaise).

## Santé et éducation
Pouléba accueille un centre de santé et de promotion sociale (CSPS) tandis que le centre médical avec antenne chirurgicale (CMA) de la province se trouve à Dano.